# Apostolic Faith Mission in Zimbabwe Church
Apostolic Faith Mission in Zimbabwe Church (AFM) är en av de största pingstkyrkorna i Zimbabwe, ledd av pastor Aspha Madziire.
AFM tillhör AFM International och var fram till 1980 en del av Apostolic Faith Mission of South Africa.
En av de större församlingarna inom AFM är Faith Alive i Harare, som startades av färre än ett dussin personer men som nu har över 1300 medlemmar. Deras kyrka invigdes den 4 juli 2009 av AFM:s tidigare ledare Reverend Manyika.